# レティムノ
レティムノまたは、レシムノン（ギリシャ語:Ρέθυμνο/Rethymno）は、ギリシャのクレタ地方のレティムノ県の県都であり、人口は40,000人である。レティムノは古代都市リティムナ(Rhithymna)とアルシネ(Arsinoe)にあたる。古代には独自の硬貨を鋳造していて、今日ではその硬貨の一つである、2頭のイルカが彫られた硬貨が、レティムノの市章に描かれている。

## 歴史
レティムノは、ヴェネツィア共和国にクレタ島を征服され、イラクリオンとハニアの間の商業基地となり、司教座が置かれた時から発展を始めた。現在の旧市街地であるパリア・ポリ地区のほとんどは、ヴェネツィア人によって建設されたのである。今ではクレタ島の中で、旧市街がよく最も保存されている場所の一つとなっている。
レティムノには古い建造物が残存しており、ギリシア・ローマ、東ローマ帝国時代のアーチ門や石の階段、ヴェネツィア共和国時代の小さな港や狭い路地、16世紀に建設された街並みなどがある。「ヴェネツィア回廊」には現在、文化省の案内所が立地している。毎年7月の初めにはワイン・フェスティバルが開催される。また、11月7日と8日には、破壊されたギリシャ正教会のアルカディ修道院を偲ぶ祭りが開催される。また、ヴェネツィア人に建設された、フォルテッツァ(Fortezza)と呼ばれるクレタ島最大の城がある。他にもネラツェ・モスク（現在は聖カトリーヌ教会）やメガリ・ポルタ（大きな門）、リモンディ広場などの遺跡がある。
現在のレティムノの収入源は観光収入であり、オリーブ油や地中海地方の名産品を生産する大規模な農業施設などが過去20年間で建設された。また、レティムノにはクレタ大学の大学図書館などが置かれている。

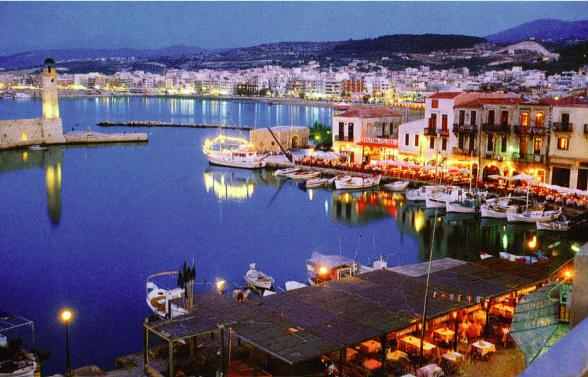
レティムノ港

## 著名な出身者
- マルコス・ムスロス (1470-1517、学者・哲学者)
- アフメド・レスミ・エフェンディ (1694-1783、オスマン帝国政治家・外交官・作家)
- ニコス・アンドレアス・ダンドロス (1883-1966、ギャンブラー) - 「ギリシャのニック」の異名を持つ。
- ニコラオス・シフナキス (1949-、政治家・欧州議会議員)